# Hofpleinfontein

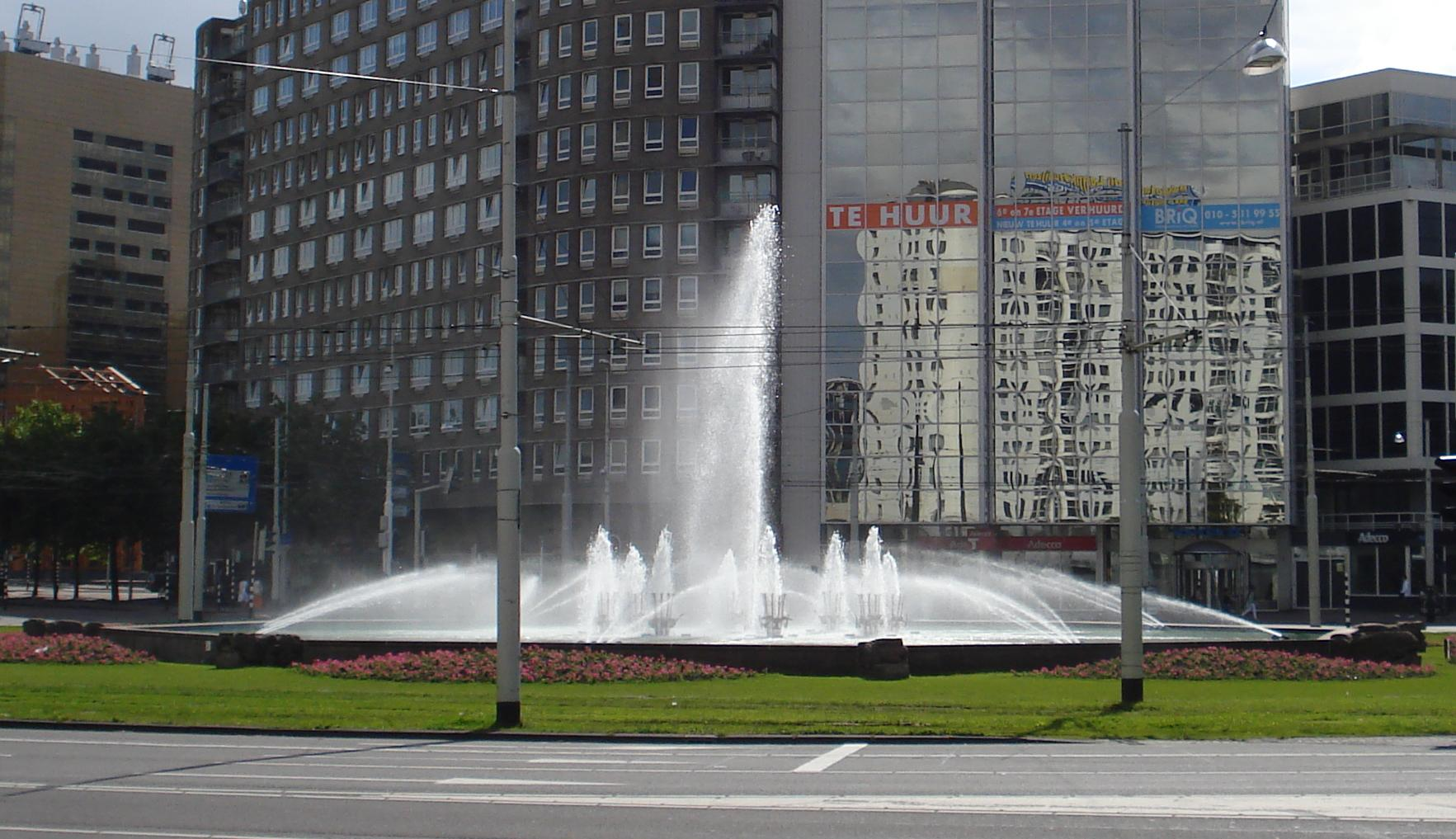
De hofpleinfontein

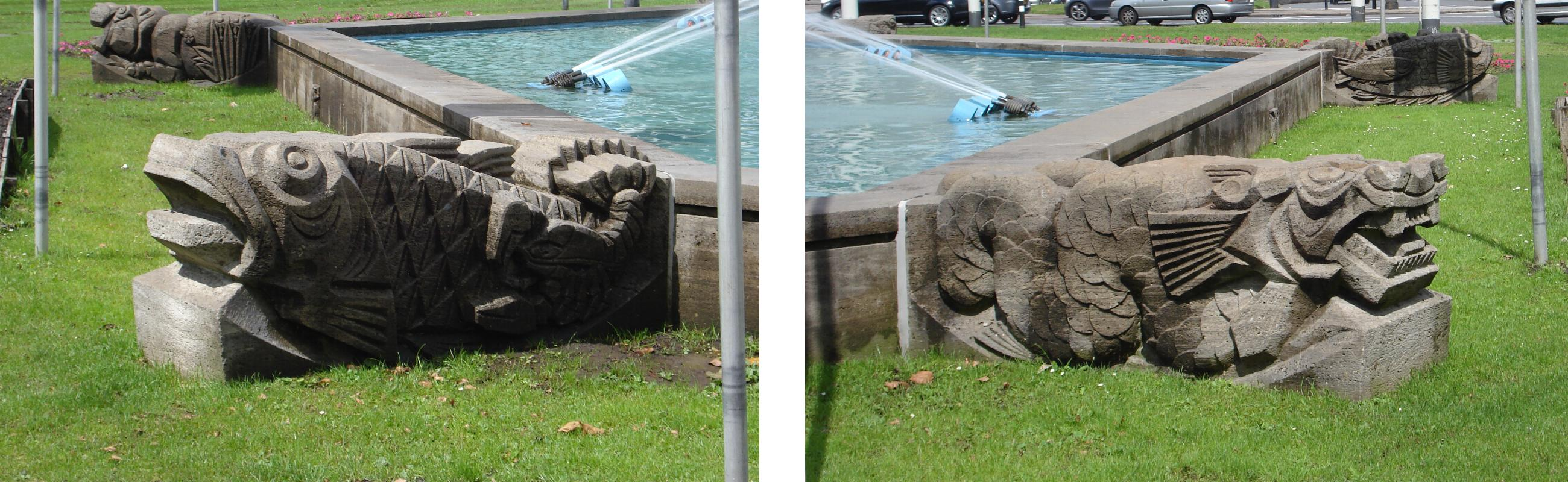
Waterdieren rondom de fontein

De Hofpleinfontein is een fontein centraal in het verkeersplein Hofplein in de Nederlandse stad Rotterdam, naar ontwerp van architect J.R.A. Koops. De fontein werd in 1955 opgeleverd.
Op de hoeken van de fontein staan acht beeldhouwwerken van de beeldhouwer Cor van Kralingen. Zijn Waterdieren sierden het Hofplein al voor de plaatsing van de fontein en dienen nu tevens als goot.  De waterdieren zijn gemaakt van mosselkalksteen. De spuiters van het fonteinbekken zijn gestileerde waterlelies, ze zijn gemaakt van smeedijzer door de kunstsmid Karl Joseph Gellings.

## Tradities
De Hofpleinfontein is een plaats geworden waar overwinningen worden gevierd, zoals grote successen van de Rotterdamse voetbalclub Feyenoord en het Nederlands voetbalelftal waarbij supporters in de fontein feesten. In 2016 en 2017 werd ook het landskampioenschap van de Turkse voetbalclub Besiktas gevierd in de fontein en in 2019 dat van Galatasaray.
Het water van fontein — ook wel de Hofpleinvijver genoemd — wordt bij bijzondere gelegenheden gekleurd. Gedurende de jaren 80 werd de fontein voor het eerst op creatieve wijze gebruikt. Twee keer per jaar werd zeep in de fontein gedaan zodat zeepbellen ontstonden. In de aanloop naar het wereldkampioenschap voetbal van 1990 was het water in de fontein voor het eerst oranje gekleurd. Ook tijdens het bezoek van de koninklijke familie aan Rotterdam op 30 april 1992 tijdens Koninginnedag was het water in de fontein oranjegekleurd en vol schuim.
In 2012 werden tijdens de Eurekaweek twintig nieuwe studenten "gedoopt" tot Rotterdammer.
Tijdens overwinningen van het Nederlands elftal in de knock-outfase van het wereldkampioenschap in 2014 werd het verkeersplein Hofplein afgesloten voor verkeer om baan te maken voor feestgangers. Na de wedstrijd tegen Argentinië plaatste "Hofpleinfonteinbadmeester" Bram Spruit een houten badmeesterstoel bij de fontein waarmee hij op ludieke wijze het feestje (dat uitbleef) veilig wilde laten verlopen.

## Geschiedenis
De hofpleinfontein werd in 1939 aan de stad Rotterdam geschonken door de rederij Van Ommeren die zijn honderdjarige bestaan vierde. De fontein zou eigenlijk op de plaats van het Droogleever Fortuynplein komen, maar werd na de Tweede Wereldoorlog op het Hofplein geplaatst. De fontein wordt in de volksmond ook wel de Flipspuit, een variatie op de flitspuit, genoemd - een verwijzing naar Philippus ("Flip") van Ommeren.  In 1964 ontwierp beeldhouwer George Rickey een twintig meter hoog bouwwerk dat op de plaats van de fontein zou komen. Door de hoge kosten van de fundering werd dit niet uitgevoerd.